# Fraternità di Romena
La Fraternità di Romena è una società di vita apostolica che unisce consacrati, laici e famiglie , fondata nella frazione di Pratovecchio nel 1991 dal sacerdote Don Luigi Verdi, con sede presso la Pieve di San Pietro, con l'accordo e l'approvazione della Diocesi di Fiesole .
Scopo principale della fraternità è quello di offrire accoglienza, ascolto e accompagnamento a persone in difficoltà e a chi cerca un cammino spirituale, favorendo la crescita umana e spirituale di tutti, promuovendo la fraternità e la condivisione.
Nei primi venti anni di attività i corsi di crescita interiore proposti dalla fraternità (che ha fondato anche una casa editrice) sono stati frequentati da più di diecimila persone .

## Storia

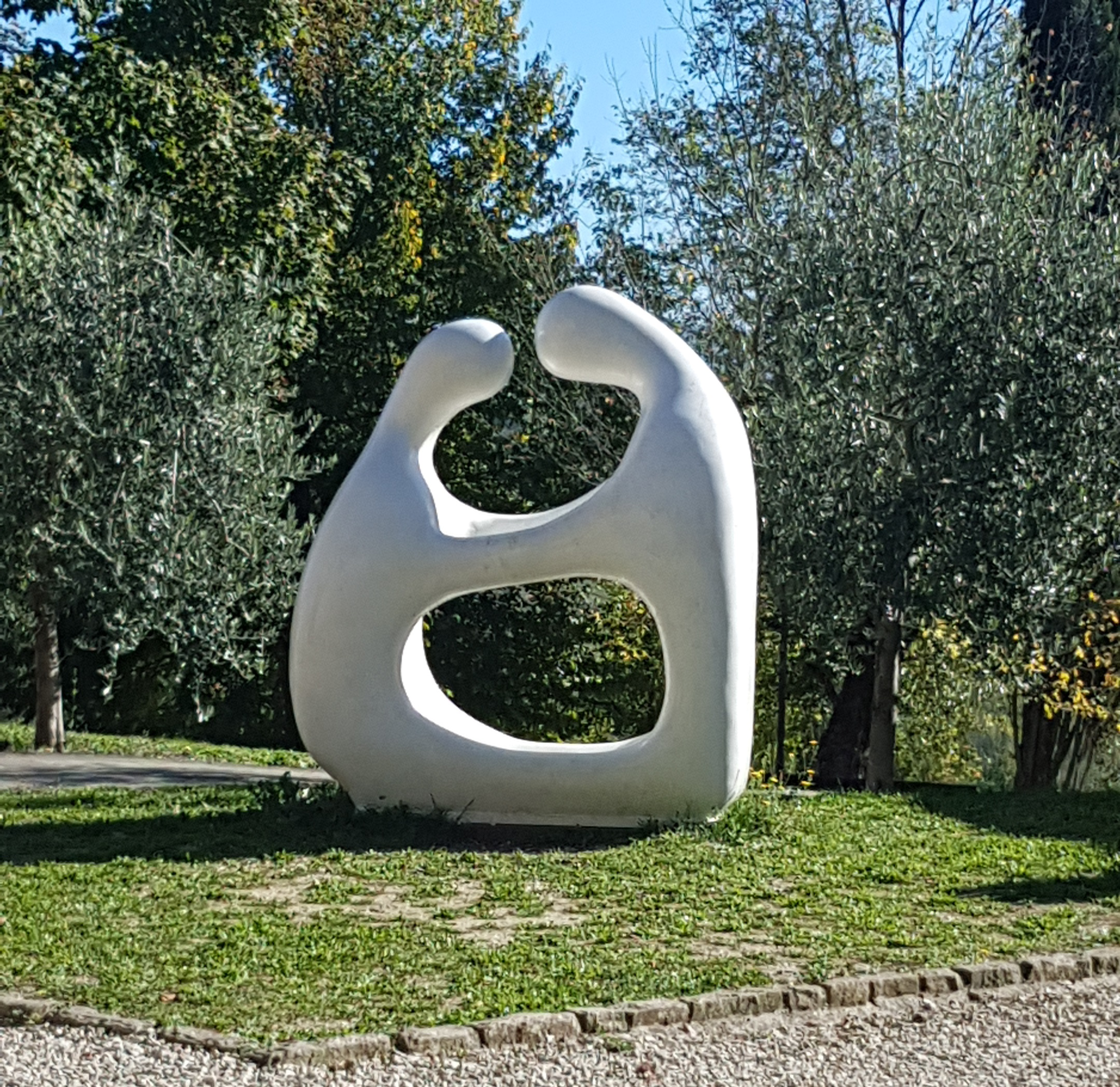
Scultura nei giardini presso la Pieve di San Pietro a Romena

La fraternità riprende il termine dall'etrusco Rumine, poi divenuto il romano Rumenius, per sottolineare la vocazione del luogo: quella di ospitare i viandanti della fede. I pellegrini del Medio Evo infatti, in cammino lungo il Casentino per raggiungere Roma, usavano la pieve come punto di riposo dove fermarsi per una notte, rifocillarsi e ripartire .
Fondatore e responsabile della Fraternità di Romena è Don Luigi Verdi, nato a San Giovanni Valdarno nel 1958 e divenuto sacerdote proprio a Pratovecchio. Nel 1991, dopo un periodo di crisi personale e spirituale, ispirandosi agli ideali e ai sogni del monaco servita e teologo Giovanni Vannucci  chiede al vescovo di Fiesole Luciano Giovannetti di poter realizzare, con l'utilizzo della canonica (l’antica casa del custode) della pieve di Pratovecchio, un’esperienza di incontro e di accoglienza .

## Eventi

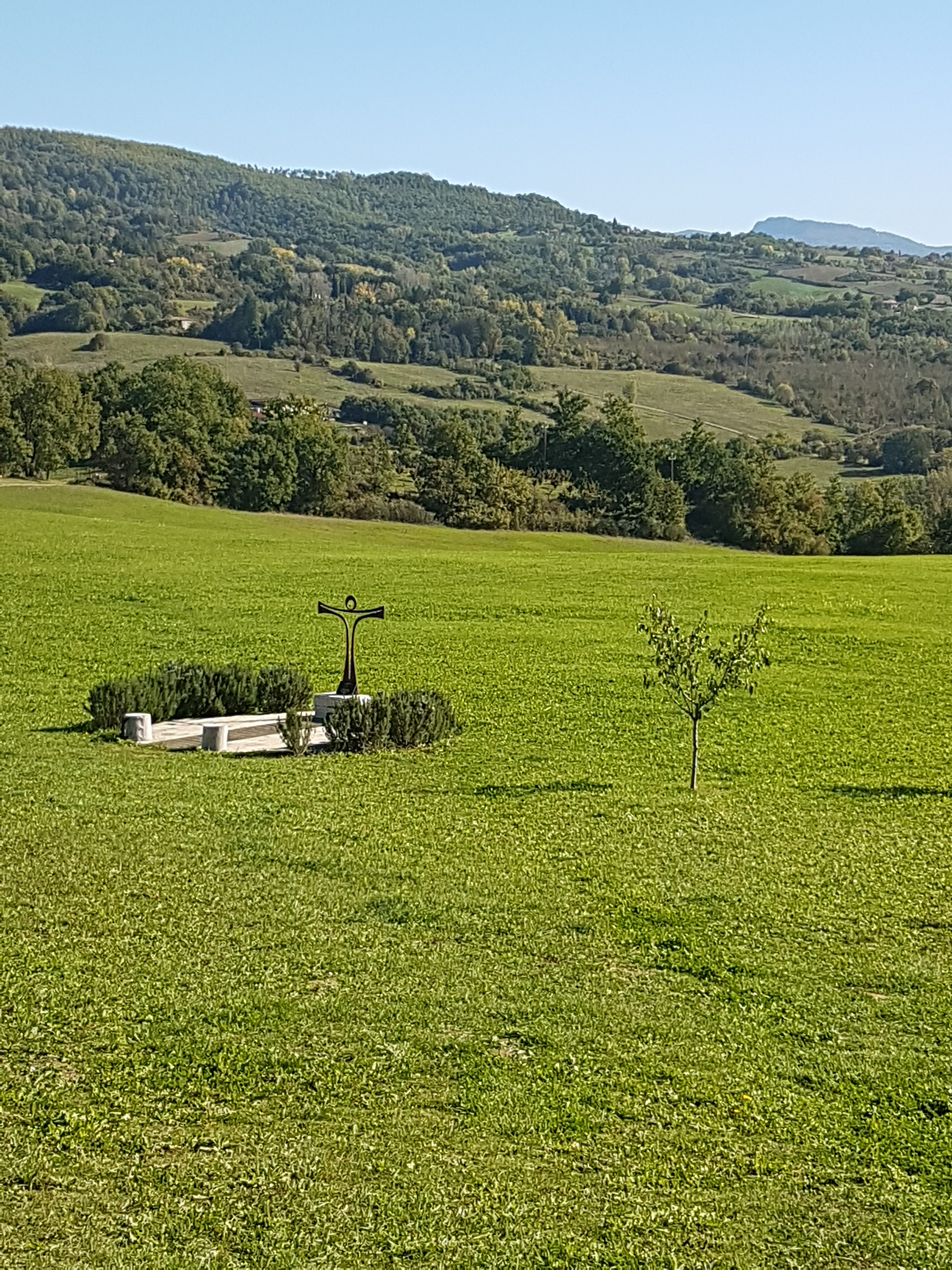
Panorama dei dintorni con il simbolo della fraternità

Nei primi anni Duemila quella che, negli anni Sessanta, era una grande stalla per l’allevamento delle mucche dell’azienda agricola che un tempo lavorava a Romena, è stata trasformata in un auditorium della capienza di trecento posti, che accoglie i convegni, i concerti e gli spettacoli tenuti alla Fraternità.
Nell'agosto 2019 Simone Cristicchi, insieme alla cantautrice toscana Amara, ha tenuto un concerto nell'auditorium con l'accompagnamento musicale dell'Oida Orchestra Instabile di Arezzo . Da quell'evento è nata una collaborazione tra il musicista e Don Verdi, che è sfociata, nell'ottobre 2020, in una programma per TV2000 chiamato Le poche cose che contano condotto da entrambi .
Il concerto con Simone Cristicchi, Amara e l'Oida Orchestra Instabile è stato replicato nell'agosto 2024, preceduto da un tributo a Franco Battiato l'anno precedente .
L'auditorium è comunque luogo principalmente dedicato alla presentazione di libri e incontri con appartenenti al clero, come quelli avvenuti nel 2017 con il presidente dell'APSA Nunzio Galantino  e nel 2023 con il presidente della CEI Matteo Zuppi .